# سوزوکی جی‌تی۲۵۰
سوزوکی جی‌تی۲۵۰ (به انگلیسی: Suzuki GT250) که در ایالات متحده با نام سوزوکی هاستلر نیز شناخته می‌شود یک موتورسیکلت خیابانی با انجین ۲۴۷ سی‌سی با موتور دوزمانه دوسیلندر است که توسط شرکت ژاپنی سوزوکی بین سال‌های ۱۹۷۱ تا ۱۹۸۱ تولید شده است. این مدل از تی ۲۵۰ قبلی توسعه یافته است، و یکی از پرفروش‌ترین موتورسیکلت‌های کلاس خود بود. برای سال ۱۹۷۸ این محصول دوباره طراحی شد و با نام جی‌تی۲۵۰ ایکس‌۷ (GT250 X7) به بازار عرضه شد. ایکس۷ قادر بود در شرایط مساعد به سرعت ۱۰۰ مایل در ساعت (۱۶۰ کیلومتر در ساعت) برسد. محدوده مدل در سال ۱۹۸۱ به نفع مدل‌های چهار زمانه سوزوکی متوقف شد و X7 به RG250 توسعه یافت.

## ایکس۷
این محصول برای سال ۱۹۷۸ دوباره طراحی شد. این مدل ۱۸ کیلوگرم (۴۰ پوند) سبک تر از GT250C و جمع و جورتر بود. اگرچه موتور جدید قدرت بیشتری نسبت به مدل‌های قبلی تولید نمی‌کرد، اما قابل حمل‌تر بود. ایکس۷ سبک‌تر و جمع و جورتر قادر به سرعت ۱۰۰ مایل در ساعت (۱۶۰ کیلومتر در ساعت) در شرایط مساعد بود. 